# ルネス紅葉スポーツ柔整専門学校
ルネス紅葉スポーツ柔整専門学校（ルネスこうようスポーツじゅうせいせんもんがっこう）は、滋賀県甲賀市にある専門学校。

## 沿革
- 1992年（平成4年） - 甲賀総合科学専門学校として開校。「人間行動学科」、「自然健康学科」を設置。サッカー専攻を新設。
- 1993年（平成5年） - 硬式野球専攻を新設。
- 2000年（平成12年） - 「自然健康学科」に柔道整復師養成コースを設置。女子ソフトボール専攻を新設。
- 2001年（平成13年） - 甲賀健康医療専門学校に改称。「人間行動学科」を「スポーツ健康科」、「自然健康学科」を「柔道整復科」に改称。
- 2004年（平成16年） - 附属の接骨院が開業。
- 2009年（平成21年） - 「スポーツ健康科」にフィットネス・トレーナーコースを新設。女子サッカー専攻を新設。
- 2013年（平成25年） - スポーツトレーナー専攻を新設。
- 2019年（平成31年） - 同年4月にルネス紅葉スポーツ柔整専門学校に校名を改称。

## 教育

### 学科
柔道整復科（3年制）
- 専修コース
- 併修コース - 「スポーツ健康科・アスリートコース」の各種のスポーツ専攻を選択する。

スポーツ健康科（2年制、3年制）
- フィットネス・トレーナーコース
- アスリートコース - 男子サッカー専攻・硬式野球専攻・女子ソフトボール専攻・女子サッカー専攻・スポーツトレーナー専攻の5つのスポーツ専攻がある。

### 取得可能な資格
- 柔道整復師
- 医療事務
- パーソナルトレーナー
- 健康運動実践指導者
- トレーニング指導者
- グループエクササイズフィットネスインストラクター
- JFA公認C級ライセンス
- 幼児体育指導員
- 介護予防運動トレーナー
- 障害者スポーツ指導員

### 大学編入制度
体育系の大学などで教員免許取得を目指す学生や競技活動を継続したい学生に対し、大学編入制度（3年次）がある。

## 学生生活

### 部活動・クラブ活動
スポーツ健康科・アスリートコースの各専攻で活動しているチームは日本リーグや社会人リーグに加盟している。
- 男子サッカー専攻（ルネス学園甲賀サッカークラブ） - 『ルネス学園甲賀』として関西サッカーリーグに加盟。
- 硬式野球専攻（ルネス紅葉スポーツ柔整専門学校硬式野球部） - 『ルネス紅葉スポーツ柔整専門学校』として社会人野球の日本野球連盟に企業チーム（専門学校チーム）登録で加盟。
- 女子ソフトボール専攻 - 『甲賀健康医療専門学校』として日本女子ソフトボールリーグに加盟。
- 女子サッカー専攻 - 『ルネス学園甲賀女子サッカークラブ』として関西女子サッカーリーグに加盟。

## 学校関係者と組織

### 学校関係者一覧
主な卒業生
- 白井一行 - プロ野球審判員
- 建山義紀 - 元プロ野球選手
- 藤本敦士 - 元プロ野球選手
- 宮田和希 - 元プロ野球選手
- 西口直人 - プロ野球選手
- 中村光雄 - 野球選手
- 小野真悟 - 野球選手
- 數原顕子 - 元ソフトボール選手
- 今村義朗 - サッカー審判員

## 施設

### キャンパス
所在地
- 滋賀県甲賀市甲賀町鳥居野1085

アクセス
- 草津線（JR西日本）甲賀駅より徒歩10分。またはスクールバスで約3分。
- 新名神高速道路甲南ICまたは甲賀土山ICより車で約10分。
- 名阪国道上柘植ICより車で約20分

### キャンパス内施設
- 天然芝グラウンド
- 室内練習場
- 硬式野球専用ブルペン
- 多目的グラウンド - 硬式野球、女子ソフトボールの練習・試合で使用。
- トレーニングルーム
- 柔道整復科実習室
- 柔道場
- 体育館
- 附属接骨院 - 柔道整復科の研修先として使用。学生や一般患者の利用も可能。
- 学生食堂 - 寮生・通学生ともに使用可能。

### 周辺施設
- 甲賀市民スタジアム（甲賀市水口スポーツの森） - 硬式野球の練習・試合で使用。
- 人工芝サッカー場（甲賀市水口スポーツの森） - 男子サッカー、女子サッカーの練習・試合で使用。
- 町営野球場（甲賀中央公園） - 女子ソフトボールの練習・試合で使用。

### 学生寮
学校から徒歩10分の場所に立地。男子寮と女子寮があり、共に全室個室。朝・昼・晩と3食付き（※土曜の晩・日曜・祝日を除く）。入寮費・更新料は無く、寮費には光熱費・食費が含まれている。